# Hubin
Hubin was een Engelse instrumentmaker, die in 1673 een werkplaats had in de rue Saint-Denis te Parijs. Hij maakte barometers en thermometers. Hij verrichtte met Mariotte onderzoek aan de eigenschappen van lucht.